# Wild China
Wild China è una serie di documentari naturalistici di sei puntate sulla storia naturale della Cina, coprodotta dalla BBC Natural History Unit e da China Central Television (CCTV) e filmata in alta definizione (HD). Andò in onda per la prima volta nel Regno Unito su BBC Two dall'11 maggio al 5 giugno 2008. Ciascun episodio è narrato da Bernard Hill e prodotto da Phil Chapman per la BBC e da Gao Xiaoping per la CCTV. La versione cinese andò in onda con il titolo Beautiful China. In Canada la serie venne trasmessa sulla CBC come parte della serie The Nature Of Things narrata da David Suzuki, mentre in Australia venne trasmessa su ABC1 e ABC HD ogni domenica alle 19:30 a partire dal 18 maggio 2008. In Italia la serie, con il titolo Il cuore selvaggio della Cina, è andata in onda su BBC Knowledge a partire dal 22 agosto 2013 in versione ridotta di 50 minuti; sempre in versione ridotta, alcuni episodi sono stati trasmessi a più riprese all'interno del programma televisivo Geo su Rai 3.
La colonna sonora che accompagna la serie venne composta da Barnaby Taylor ed eseguita da Cheng Yu e dalla UK Chinese Ensemble.
La serie venne annunciata come ultima parte dei programmi Continents della BBC Natural History Unit, una lunga serie di documentari naturalistici nella quale è stata esaminata la storia naturale di ciascuna delle principali aree terrestri. Era stata preceduta da Wild Caribbean nel 2007, ma con la produzione di South Pacific nel 2009 la BBC decise di proseguire il filone.

## Produzione
Le Olimpiadi di Pechino del 2008 dettero al team della BBC Natural History Unit l'opportunità di realizzare la prima serie completa sulla storia naturale della Cina. In vista dei giochi, il governo cinese era «comprensibilmente desideroso di promuoversi come un paese che vale la pena visitare», secondo il produttore della BBC Phil Chapman. L'autorizzazione per Wild China venne concessa nel 2005; per la realizzazione della serie la BBC lavorò al fianco della controparte locale CTV, una società di produzione di Pechino strettamente legata all'emittente statale CCTV: era la prima volta che la CCTV collaborava con un'emittente straniera.
Con una produzione di documentari naturalistici ancora ai primordi in Cina e una percezione nel mondo sviluppato di un paese afflitto da problemi ambientali, i produttori speravano che la serie avrebbe cambiato questo atteggiamento sia in Oriente che in Occidente:
(Phil Chapman, produttore della serie, sulla rivista BBC Wildlife)
Le riprese durarono 16 mesi e richiesero circa 800.000 chilometri di spostamenti in 57 viaggi separati in alcune delle località più inaccessibili e spettacolari della Cina. Il team di produzione girò oltre 500 ore di filmati in HD in 26 delle 30 province cinesi.
Nonostante le autorità cinesi avessero garantito un accesso senza precedenti a molte aree remote e protette, una delle principali sfide che i registi dovettero affrontare fu quella di trovare gli animali selvatici. Sebbene il 15% del territorio cinese goda di una qualche forma di protezione, questa non è una garanzia di sicurezza per la fauna selvatica, poiché le riserve sono spesso scarsamente attrezzate e mal gestite. Inoltre, la troupe riscontrò una mancanza di competenza e di conoscenze specialistiche da parte dei locali, in quanto solo pochi zoologi erano naturalisti interessati ad osservare la fauna selvatica. I produttori incontrarono difficoltà addirittura per filmare i rituali di corteggiamento di una delle creature più comuni del paese, la rana delle risaie. Di conseguenza, i tentativi del team di trovare e filmare la fauna selvatica non ebbero sempre successo.
Grazie al supporto dei funzionari locali del partito, i produttori trovarono più facile contattare e filmare gli abitanti locali. Essi erano particolarmente interessati a registrare esempi di stili di vita tradizionali correlati al mondo naturale per dare alla serie un contesto culturale. Gli episodi furono divisi per regione con lo scopo di presentare le distinte differenze culturali ed ecologiche.

## Tecniche di ripresa
Circa l'80% della serie è basato su tecniche di osservazione tradizionali in natura, condotte in alcune delle aree più remote della Cina:
- Fatta eccezione per una manciata di biologi, il team di Wild China è stato il primo a mettere piede nella remota riserva di Chang Tang in Tibet dopo quasi 100 anni. Dopo un viaggio di cinque giorni da Lhasa, la troupe si trovò di fronte la sfida di filmare il chiru con temperature di -30 °C a 5000 m sul livello del mare. La sequenza che mostra un duello tra due maschi rivali venne filmata con successo dopo aver seguito il branco per sette giorni[9]. Il produttore sul campo Jeff Boedeker si era allenato per un mese assieme al suo team in varie tecniche stealth. In un'occasione la squadra sul campo rimase sotto un telo bianco per 32 ore in attesa di una ripresa che non arrivò mai. La troupe fu costretta a bruciare sterco di yak per stare al caldo e fondere l'acqua potabile. Bisogna tuttavia aggiungere che i suoi membri erano stati specificamente selezionati per le loro attitudini mentali e fisiche a situazioni di stress e le loro abilità nelle tecniche di ripresa.
- Dopo due tentativi infruttuosi di filmare panda giganti selvaggi sui monti Qinling, i produttori si spostarono in un'altra parte della regione, la poco visitata riserva di Changqing. Lì furono in grado di localizzare e filmare queste creature in inverno, riuscendo a riprendere anche il loro corteggiamento e le attività di accoppiamento: era la prima volta che una sequenza così completa veniva girata in natura[10].
- La produttrice Kathryn Jeffs e il cameraman Paul Stewart viaggiarono fino ai remoti monti Gaoligongshan nello Yunnan occidentale e, dopo tre ore di cammino su un crinale che domina la foresta, riuscirono a filmare un branco di macachi orsini che si nutrivano di frutti tra le chiome degli alberi. Una seconda sequenza che mostrava la scena raramente osservabile di alcuni fagiani orecchiuti bianchi nella propria arena nuziale, venne rovinata quando gli uccelli si sentirono disturbati e fuggirono via[11].

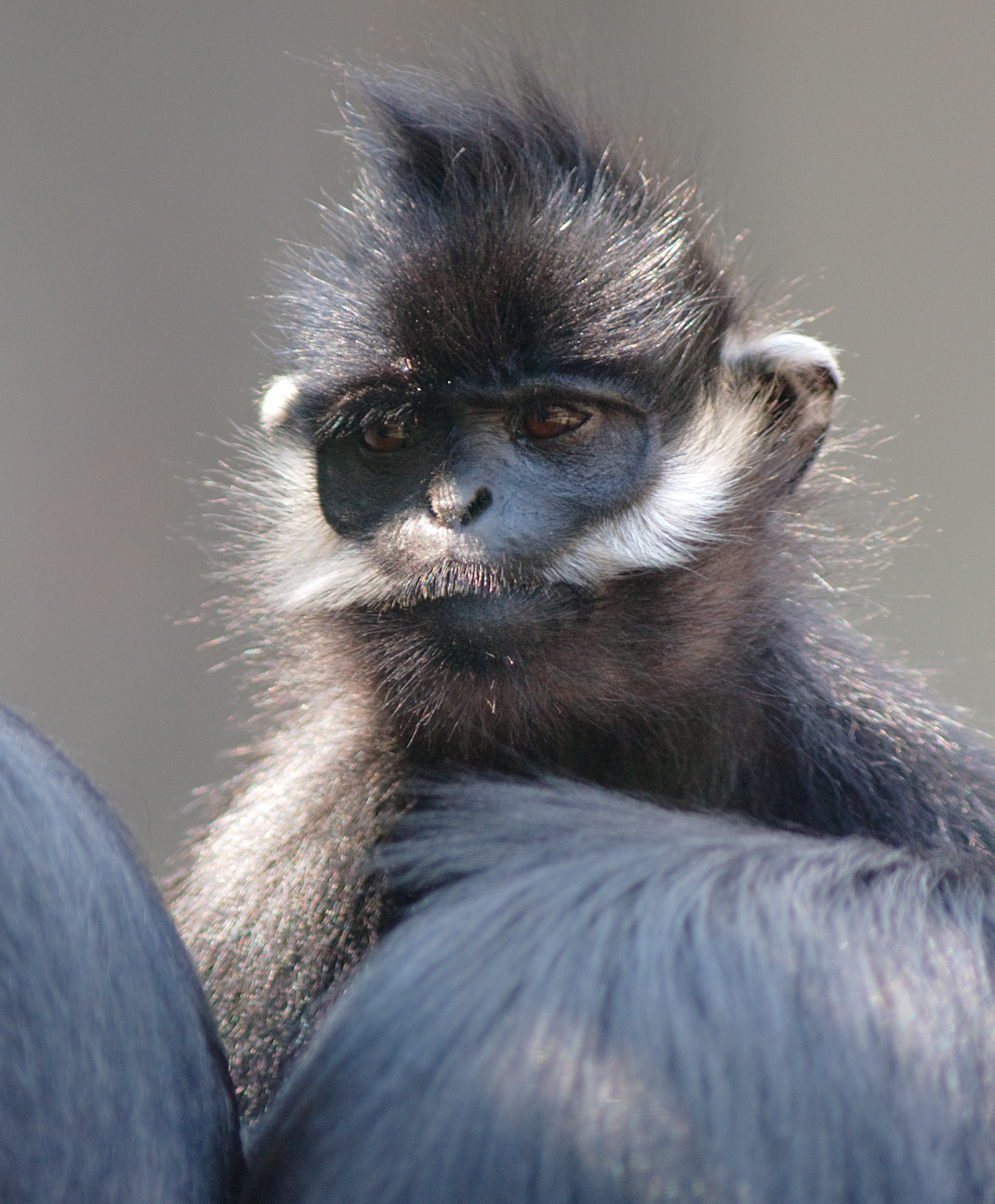
I presbiti di François, tra i protagonisti della prima puntata.

Alcune sequenze poterono essere filmate solo usando tecniche speciali:
- Telecamere ad alta velocità furono utilizzate per rallentare 80 volte l'azione di un uccello canoro che evade l'affondo di una vipera siberiana sull'isola di Shedao.
- Una sequenza time-lapse di una remota gola tibetana venne filmata usando immagini fisse scattate a intervalli dopo che la telecamera principale si era rotta.
- L'illuminazione a infrarossi ha permesso al team di filmare presbiti di François e pipistrelli del bambù restando nascosto.
- Le telecamere termiche furono utilizzate per mostrare come l'igname dell'elefante utilizza il riscaldamento a convezione durante la notte per diffondere il suo odore caratteristico che attira i coleotteri impollinatori.

Alcuni comportamenti furono così difficili da riprendere in natura che dovettero essere ricreati in condizioni controllate:
- I ratti del bambù e i criceti di Roborovski furono filmati in tane sotterranee dai pannelli laterali di vetro in un apposito set.
- I produttori negoziarono un accordo per poter prelevare uova di alligatori della Cina da un'incubatrice presso il centro di allevamento di Xuancheng e metterle in un nido artificiale per filmarne la schiusa.
- La parata di corteggiamento del tragopano di Temminck venne filmata utilizzando una coppia di uccelli in cattività abituati alla presenza dell'uomo. La pressione venatoria ha reso infatti gli esemplari selvatici nello Yunnan troppo schivi per poter essere avvicinati.
- Le immagini rallentate dei ragni saltatori sull'Everest non potevano essere filmate in natura a causa dell'impraticabilità di trasportare attrezzature per telecamere ad alta velocità in località tanto remote, quindi un parente stretto di questa specie venne filmato in studio.

## Episodi

### 1.Heart of the Dragon

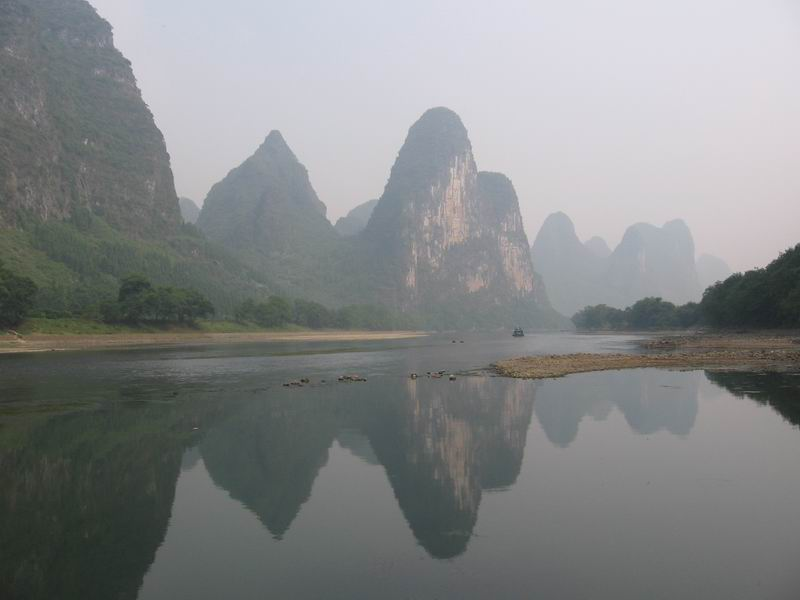
Il fiume Li e le colline di Guilin.

- Messa in onda originale: 11 maggio 2008
- Audience (nel Regno Unito): 2,55 milioni di spettatori (11% di share)[15]

Con la prima puntata della serie visitiamo la Cina meridionale, dove il clima e il terreno sono ideali per la coltivazione del riso. Le risaie terrazzate della contea di Yuanyang scendono per 2000 metri lungo le ripide colline fino al fondo della vallata del Fiume Rosso e sono tra le più antiche strutture realizzate dall'uomo della Cina. In una casa miao nella provincia di Guizhou, l'arrivo delle rondini rossicce indica il momento in cui piantare il riso. Altre creature che beneficiano della monocoltura del riso sono le garzette e le sgarze della Cina. Delle centinaia di grotte sotto le colline calcaree di questa regione carsica poche sono state esplorate. A Zhongdong, un'intera comunità scuola compresa, vive al riparo di una grotta. Il presbite di François, un raro primate, usa le sue abilità di scalatore per entrare nelle grotte di notte per proteggersi. Altri abitanti delle caverne sono i rondoni e i pipistrelli dalle orecchie di topo di Rickett, filmati per la prima volta mentre catturano pesci nell'oscurità. Le creature d'acqua dolce sono una risorsa importante per la popolazione della Cina meridionale. I pescatori con i cormorani del fiume Li ora praticano la loro arte solo per i turisti, ma nel lago Caohai le ninfe di libellula sono un raccolto unico e prezioso. Alcune prelibatezze, come le tartarughe, stanno divenendo sempre più rare. Gli alligatori della Cina sopravvivono nella provincia di Anhui solo grazie ad appositi programmi di conservazione. Un gruppo di macachi degli Huangshan viene ripreso mentre fugge al sicuro sulle cime degli alberi quando viene individuato un velenoso mocassino cinese. Dopo la raccolta autunnale del riso, gli uccelli migratori, tra cui cigni minori e gru siberiana, si radunano sul lago Poyang.

### 2.Shangri-La

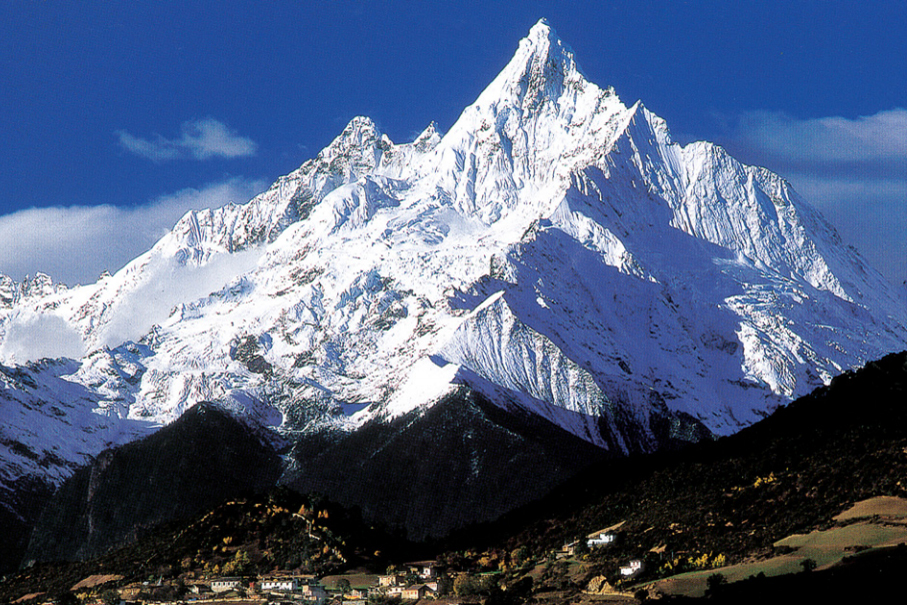
Il Kawagarbo (6740 m), la cima più alta dello Yunnan, nella catena montuosa degli Hengduan.

- Messa in onda originale: 18 maggio 2008
- Audience (nel Regno Unito): 2,57 milioni di spettatori (10,6% di share)[15]

Questo episodio delinea la ricca biodiversità della provincia sud-occidentale dello Yunnan. Formando il confine orientale dell'Himalaya, i monti Hengduan si suddividono in una serie di creste parallele che corrono da nord a sud. Il fiume Nujiang scorre in una delle profonde gole che si aprono la strada attraverso le montagne. In estate, le piogge monsoniche provenienti dall'oceano Indiano vengono incanalate nelle valli, creando un clima unico grazie al quale le specie dei tropici possono prosperare a latitudini più settentrionali. Le 18.000 specie di piante dello Yunnan, di cui 3000 non si trovano da nessun'altra parte, hanno attratto botanici ed esploratori occidentali come Joseph Rock. Nelle foreste innevate che circondano il Kawagarbo (6740 m), meta di pellegrinaggio, vengono ripresi i rari rinopitechi bruni che si nutrono di lichene. Sui Gaoligongshan, piante tropicali e alpine crescono fianco a fianco. Tra i rappresentanti dell'avifauna che vivono qui vi sono le nettarinie che si nutrono di epifite e i tragopani di Temminck dalle spettacolari parate di corteggiamento. Gli alberi da frutto attirano macachi orsini e scoiattoli giganti neri, mentre i 250 elefanti asiatici selvaggi rimasti in Cina si nutrono sul terreno sottostante. Una colonia di pipistrelli del bambù minori, ognuno dei quali grande quanto un bombo, viene filmata nel suo rifugio all'interno di un singolo gambo di bambù. Un fiore gigante dell'igname dell'elefante viene impollinato di notte dai coleotteri necrofagi. I gibboni dal ciuffo vengono filmati nelle foreste dei Wuliangshan. Alla popolazione dello Yunnan appartengono le tribù dai, hani e jino, che considerano sacre le foreste e le sfruttano in modo sostenibile, ma con l'epoca moderna sono arrivate nuove minacce come le piantagioni di alberi della gomma e il turismo.

### 3.Tibet

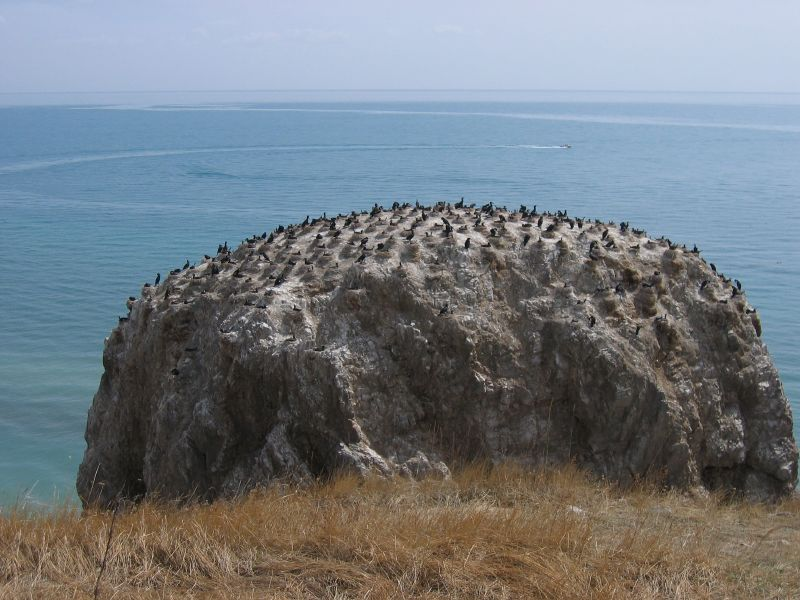
Una colonia di uccelli marini su un'isola del lago Qinghai.

- Messa in onda originale: 25 maggio 2008
- Audience (nel Regno Unito): 2,88 milioni di spettatori (12% di share)[15]

L'altopiano del Tibet è il protagonista della terza puntata. Copre un quarto della superficie della Cina, ma vi abitano solo 2,5 milioni di persone, prevalentemente buddhisti tibetani. La loro religione è un misto di buddhismo tradizionale e di antiche credenze sciamaniche e i suoi insegnamenti hanno instillato un atteggiamento di rispetto nei confronti della fauna selvatica. Specie rare come la gru collonero e il fagiano orecchiuto del Tibet possono beneficiare direttamente dalla convivenza con gli esseri umani. Le acque che sgorgano dai 35.000 ghiacciai del Tibet formano grandi laghi d'acqua dolce tra cui il Qinghai e il Manasarovar. Tra gli uccelli che nidificano qui vi sono gli svassi maggiori e le oche indiane. L'altopiano è un deserto d'alta quota spazzato dai venti gelidi, ma ospita anche la maggiore concentrazione di grandi mammiferi dell'intera Cina. Le pecore argali scendono i versanti delle colline per raggiungere i loro pascoli invernali. Nel Chang Tang, i chiru vengono ripresi durante la stagione degli amori e gli yak selvatici si trovano solo nelle aree più remote. I predatori comprendono l'elusivo leopardo delle nevi e la volpe tibetana, filmata mentre cerca di sfruttare i tentativi di un orso bruno tibetano di cacciare i pika. In primavera un «fungo bruco» (yatsa gunbu) altamente redditizio viene raccolto dal terreno per essere usato come rimedio tradizionale. La vita si aggrappa anche agli ambienti più estremi: le pendici dell'Everest ospitano una specie di ragno saltatore, mentre il peculiare serpente di Bailey sopravvive a 4500 metri scaldandosi nelle sorgenti termali. La festa del Saga Dawa si svolge sul sacro monte Kailash e attira pellegrini di fedi diverse. Il Tibet è un ecosistema fragile: i suoi ghiacciai si stanno sciogliendo e questo avrà un profondo impatto sul futuro di miliardi di persone che dipendono dalle acque che scendono dall'altopiano.

### 4.Beyond the Great Wall

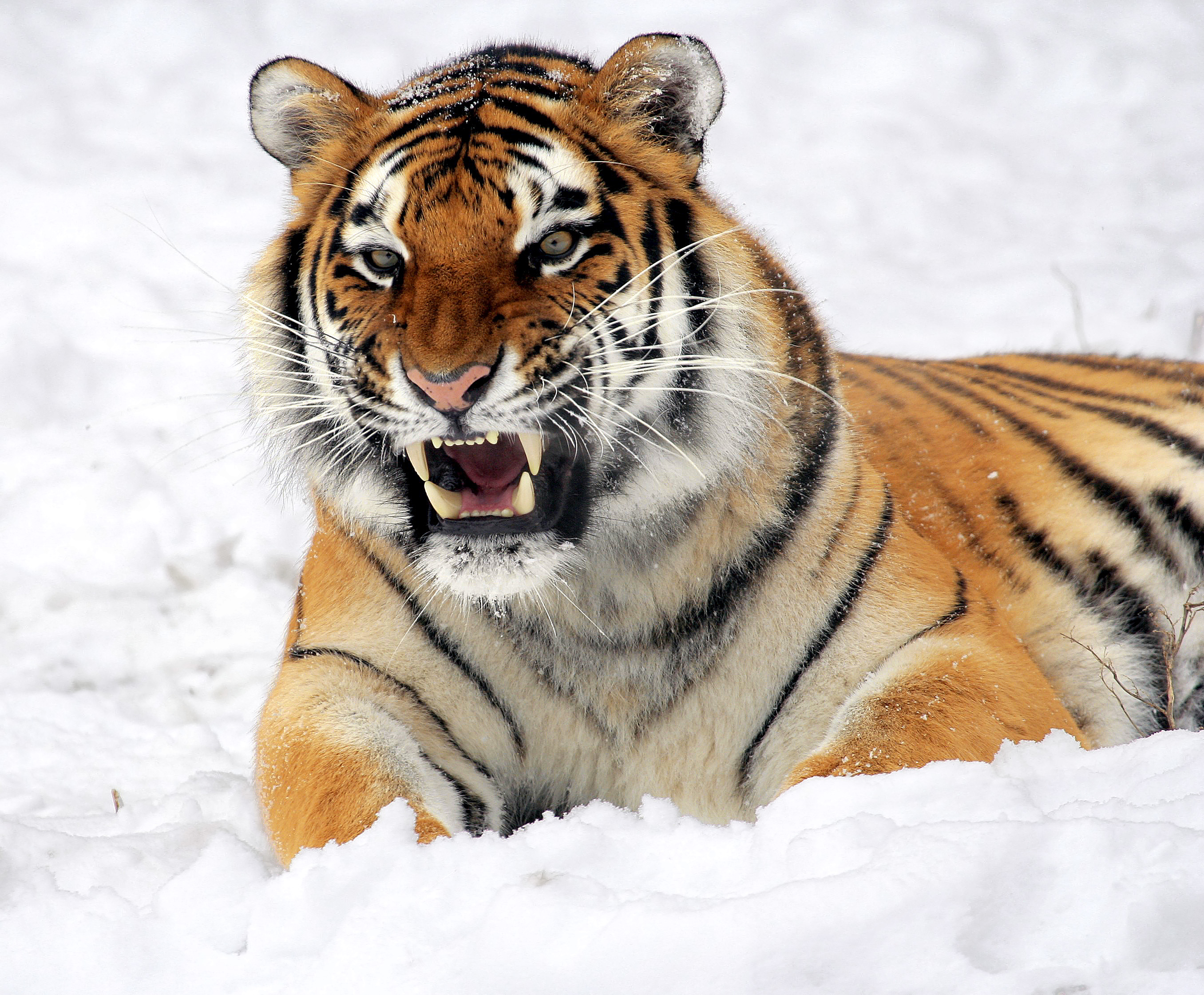
Le tigri siberiane vivono nelle foreste che costeggiano il fiume Amur.

- Messa in onda originale: 1º giugno 2008
- Audience (nel Regno Unito): 3,23 milioni di spettatori (13,7% di share)[15]

Con il quarto episodio ci dirigiamo nelle terre a nord della Grande Muraglia cinese. Qui, popolazioni appartenenti a diversi gruppi etnici conducono ancora un'esistenza nomade, ma i loro modi di vita tradizionali stanno cambiando man mano che sempre più persone si trasferiscono nelle città moderne. Nell'antica Manciuria gli ultimi pescatori hezhe gettano ancora le loro reti sotto lo spesso strato di ghiaccio che ricopre il fiume del Drago Nero. Qui le foreste ospitano i cinghiali, che si nutrono di noci durante l'inverno, e le ultime tigri siberiane selvatiche rimaste in Cina. I mandriani di renne ewenki giunsero dalla Siberia centinaia di anni fa: ora ne rimangono solo 30. Più a ovest si trovano le ondulate praterie della steppa mongola e, a Bayan Bulak, le greggi dei cavalieri mongoli condividono i pascoli e le zone umide con le damigelle di Numidia e i cigni selvatici, giunti qui per riprodursi. Proseguendo verso ovest, la regione diventa sempre più calda e secca, trasformandosi prima in aride praterie dove vagano le rare gazzelle gozzute, quindi nel deserto del Taklamakan, il più grande deserto di sabbia mobile del mondo. Qui sorgono le rovine di antiche città, retaggio della via della seta, e molti yardang, formazioni rocciose scolpite nella sabbia. I canali di irrigazione sotterranei nell'oasi di Turpan consentono la coltivazione dell'uva e i gerbilli dalla coda rossa ne approfittano rapidamente. I nomadi kazaki trascorrono l'estate sui Tien Shan prima di scendere nel bacino della Zungaria, una terra arida al confine con il deserto del Gobi, per passare l'inverno. Qui le loro greggi condividono i magri pascoli con gli ultimi cavalli selvatici del mondo. Un kazako dimostra la sua abilità nella caccia con le aquile reali, una tradizione vecchia di 6000 anni. Le scene di chiusura mostrano il festival del ghiaccio di Harbin.

### 5.Land of the Panda

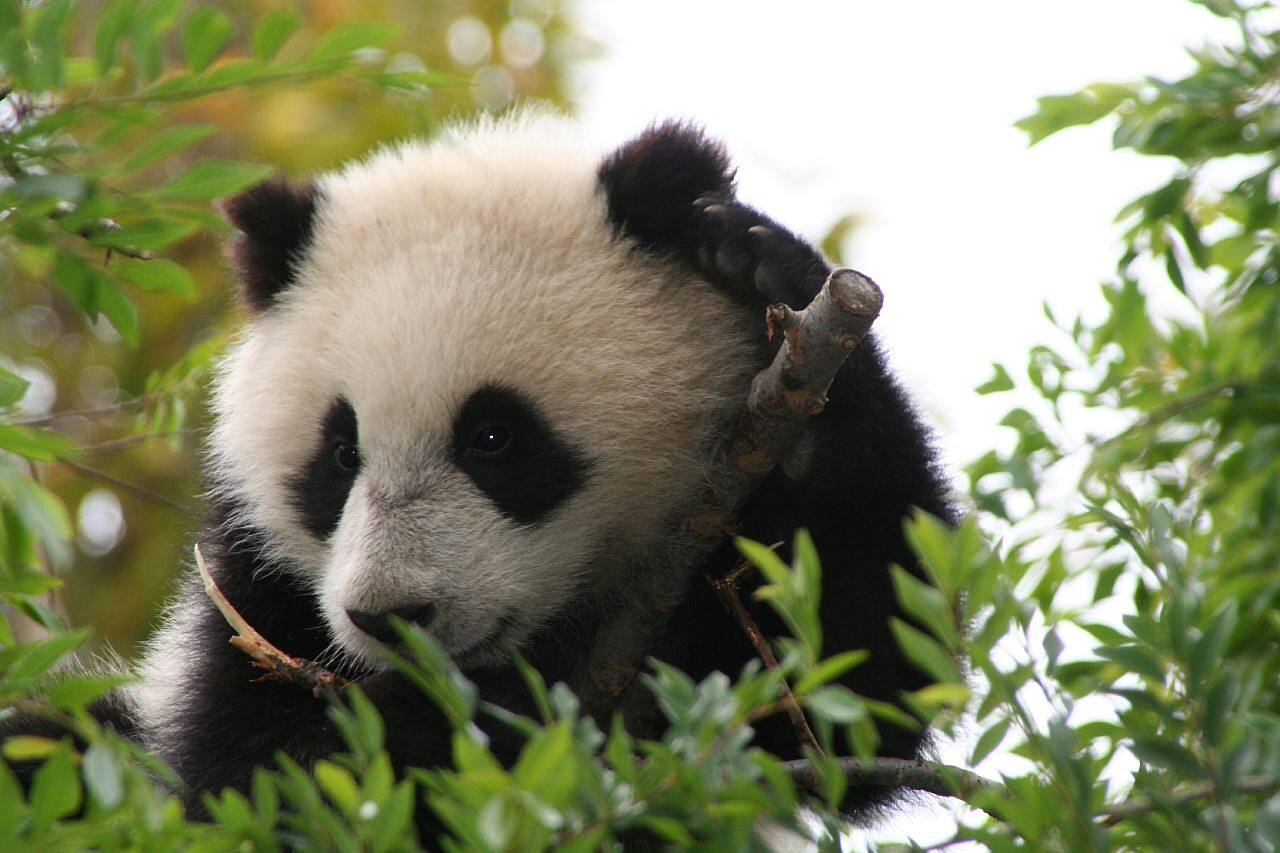
L'episodio mostra il corteggiamento e l'accoppiamento dei panda giganti selvatici.

- Messa in onda originale: 8 giugno 2008
- Audience (nel Regno Unito): 3,19 milioni di spettatori (13,3% di share)[15]

Oggetto della quinta puntata è la Cina centrale, dimora dei cinesi han. Sono il più numeroso gruppo etnico sulla Terra e la loro lingua, il mandarino, è quella più parlata. L'episodio mostra come il rapporto tra l'uomo e la fauna selvatica sia cambiato nel tempo. Le antiche credenze cinesi attribuivano grande importanza alla convivenza armoniosa tra uomo e natura. Tuttavia, nel periodo iniziale della rapida crescita economica della Cina questo ideale venne in gran parte dimenticato. Nonostante la linea politica sia la stessa, non c'è paragone tra le politiche ambientali più illuminate dell'attuale governo con quelle messe in atto all'epoca di Mao Zedong, che portarono al saccheggio indiscriminato dell'ambiente. L'alligatore della Cina e l'ibis crestato sono due specie salvate dall'estinzione solo grazie all'intervento diretto dell'uomo. Altri animali hanno beneficiato delle antiche tradizioni e dei costumi spirituali che ancora sopravvivono, che promuovono rispetto e riverenza per la fauna selvatica: le donnole siberiane e le anatre mandarine di Pechino ne sono due esempi. Tuttavia, la fauna selvatica è ancora minacciata dal bracconaggio illegale per ricavare cibo e ingredienti da impiegare nella medicina tradizionale. A ovest di Pechino si trovano le fertili regioni della pianura della Cina settentrionale e dell'altopiano del Loess, sorgente del Fiume Giallo. La richiesta incessante di acqua ha cambiato il corso del fiume e l'erosione del suolo provoca tempeste di polvere che raggiungono la capitale. Più a ovest, i monti Qinling costituiscono un rifugio per alcune delle specie più rare della Cina, come il takin, il rinopiteco dorato e il panda gigante. Di quest'ultimo vengono mostrati il corteggiamento e l'accoppiamento, filmati per la prima volta in natura. Nei laghi variopinti di Jiuzhaigou, pesci unici nuotano tra gli alberi perfettamente conservati sommersi dall'acqua.

### 6.Tides of Change

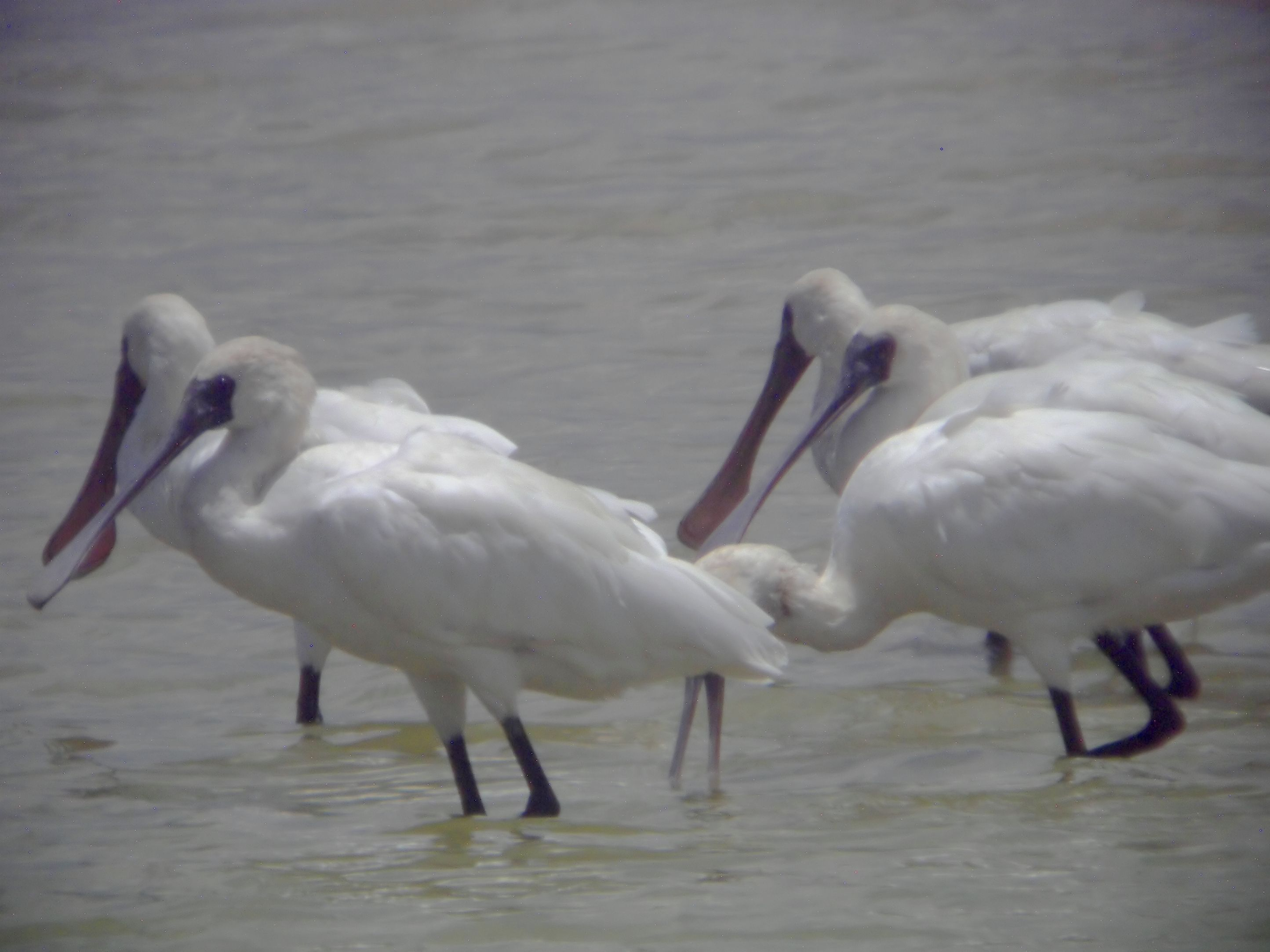
Le rare spatole faccianera svernano a Hong Kong.

- Messa in onda originale: 15 giugno 2008
- Audience (nel Regno Unito): 2,52 milioni di spettatori (10% di share)[15]

Con l'ultima puntata ci spostiamo lungo i 14500 km di costa della Cina, dove vivono 700 milioni di persone. Nonostante decenni di rapido sviluppo urbano, essa è ancora un'importante rotta migratoria per gli uccelli. Le gru della Manciuria, in pericolo di estinzione, lasciano i loro terreni di nidificazione settentrionali per svernare nella palude salmastra di Yancheng, la più grande zona umida costiera della Cina. L'isola di Shedao è una tappa importante sulla rotta migratoria, ma le vipere di Shedao, rimaste bloccate sull'isola dall'innalzamento del livello del mare, sono in agguato tra i rami. Un serpente attacca un uccello canoro e un altro viene ripreso mentre ingoia un martin pescatore. Lungo la costa, i metodi di coltivazione tradizionali consentono alla fauna selvatica e agli uomini di vivere fianco a fianco. I prodotti raccolti, che variano da alghe e cardii a nord a gamberetti più a sud, consentono a uccelli quali i cigni selvatici e le spatole faccianera di prosperare. Vengono mostrati anche i coltivatori di tè keija e le donne hui'an che raccolgono le ostriche. I fiumi e i mari della Cina sono fortemente inquinati. Le acque reflue e i fertilizzanti rilasciati nel golfo di Bohai provocano fioriture di plancton che attirano le meduse, che in Cina vengono pescate commercialmente. Nell'estuario dello Yangtze, le migrazioni di creature come lo storione dello Yangtze e il granchio cinese sono impedite dalle dighe a monte. Nelle acque tropicali del mar Cinese Meridionale, dove le barriere coralline sono minacciate, gli squali balena sono visitatori rari. Tra le altre rare creature filmate vi sono il cervo di padre David e la susa indo-pacifica. Sull'isola di Hainan, i macachi saltano nella piscina di un hotel, incarnando la difficile convivenza tra la fauna selvatica e l'uomo in Cina e la sfida di perpetuare il rapporto tradizionale di armonia con la natura.

## Merchandise
Per accompagnare la serie TV sono stati pubblicati un Blu-ray Disc, un DVD e un libro:
- Il Blu-ray Disc (BBCBD0025), pubblicato il 5 agosto 2008, presenta la serie in alta definizione[22]. La serie è presente anche nel box di Blu-ray BBC High Definition Natural History Collection per le regioni A e B (BBCBD0056).
- Un DVD in 2 dischi per la regione 2 (BBCDVD2146) con tutti e sei gli episodi venne pubblicato il 9 giugno 2008[23]. La versione per la regione 4 del DVD e del Blu-ray venne pubblicata dalla ABC DVD/Village Roadshow il 1º luglio 2008[24].
- Il libro che accompagna la serie, Wild China: The Hidden Wonders of the World's Most Enigmatic Land, scritto dal produttore della serie Phil Chapman, venne pubblicato dalla BBC Books l'8 maggio 2008 (ISBN 1-846-07233-6)[25].